# Kenichi Ogawa
Kenichi Ogawa (尾川 堅一, Ogawa Ken'ichi) est un boxeur japonais né le 1er février 1988 à Toyohashi.

## Carrière
Passé professionnel en 2010, il devient champion du Japon des poids super-plumes en 2015 et affronte l'américain Tevin Farmer pour le titre vacant de champion du monde IBF de la catégorie le 9 décembre 2017. Donné dans un premier vainqueur aux points, le verdict du combat est par la suite transformée en sans décision après un contrôle positif du japonais.
Le 27 novembre 2021, Ogawa obtient une seconde chance de remporter ce titre IBF. Il affronte cette fois Azinga Fuzile au Madison Square Garden de New York et s'impose aux points. Il est en revanche battu dès le combat suivant par KO au 2e round contre le britannique Joe Cordina le 4 juin 2022.